# Schiltach
Schiltach (pronunciación en alemán: /ˈʃɪltax/ⓘ) es una pequeña ciudad alemana perteneciente al distrito de Rottweil, en el estado federado de Baden-Wurtemberg. Está ubicado en el valle superior del Kinzig a una altitud de 300 a 842 m s. n. m.